# روجر ريد
روجر ريد (بالإنجليزية: Roger Reid)‏ هو مدرب كرة سلة أمريكي، ولد في 3 أغسطس 1946.

## وصلات خارجية
- روجر ريد على موقعبيزبول رفرنس.كوم (الدوري الثانوي) (الإنجليزية)
- روجر ريد على موقع كلية كرة السلة في سبورتس رفرنس.كوم (الإنجليزية)
- روجر ريد على موقع كلية كرة السلة في سبورتس رفرنس.كوم (الإنجليزية)